# Felskirchen von Iwanowo

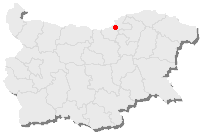
Lage von Iwanowo im Norden Bulgariens

Die Felskirchen von Iwanowo (bulgarisch Ивановски скални църкви / Iwanowski skalni zarkwi) sind eine Gruppe orthodoxer Kirchen, Kapellen und Klosterräume die zusammen das ehemalige Kloster Iwanowo im Nordosten Bulgariens bilden.

## Lage
Die Felskirchen befinden sich östlich des Dorfes Iwanowo in der Oblast Russe, 22 Kilometer südwestlich der Donaustadt Russe im Nordosten Bulgariens. Sie sind vom Dorf Iwanowo auf einer vier Kilometer langen Zufahrtsstraße zu erreichen. Einige Kilometer südlich befinden sich die Ruinen der Festung Tscherwen. Sie war im Mittelalter eine strategisch wichtige und große Stadt, die einen Bischofssitz der Bulgarisch-Orthodoxen Kirche beherbergte. Die mittelalterliche Hauptstadt des Zweiten Bulgarenreiches, Weliko Tarnowo liegt rund 90 km südlich von Iwanowo.

## Geschichte
Bereits ab dem Ende des 12. Jahrhunderts bewohnten einzelne Eremiten die natürlichen Höhlen der Berge und gruben dabei einzelne Kammern in den weichen Kalkstein. Der Eremit Ioakim gründete aus den vereinzelten Kammern das Kloster Erzengel Michael, in dem die einzelnen Räume teils auch durch Gänge miteinander verbunden wurden (heute sind viele dieser Gänge wieder eingestürzt).
Das ehemalige Zarenkloster, Stifter (Ktitor) waren unter anderem die bulgarischen Zaren Iwan Assen II. und Iwan Alexander, wurde zwischen dem 13. und dem 17. Jahrhundert in die Flanke eines Steilfelsens der Berge am Ufer des Flusses Rusenski Lom geschlagen. Dank ihrer Hilfe war das Kloster Ziel der herausragendsten zeitgenössischen Künstler Bulgariens, der Kunstschule von Tarnowo.
In sechs Kirchen und Kapellen des Komplexes sind heute noch Fresken des 13. und 14. Jahrhunderts erhalten. Die seinerzeit dort wirkenden Künstler sind heute nicht mehr namentlich bekannt.

## Die Felskirche der Jungfrau Maria

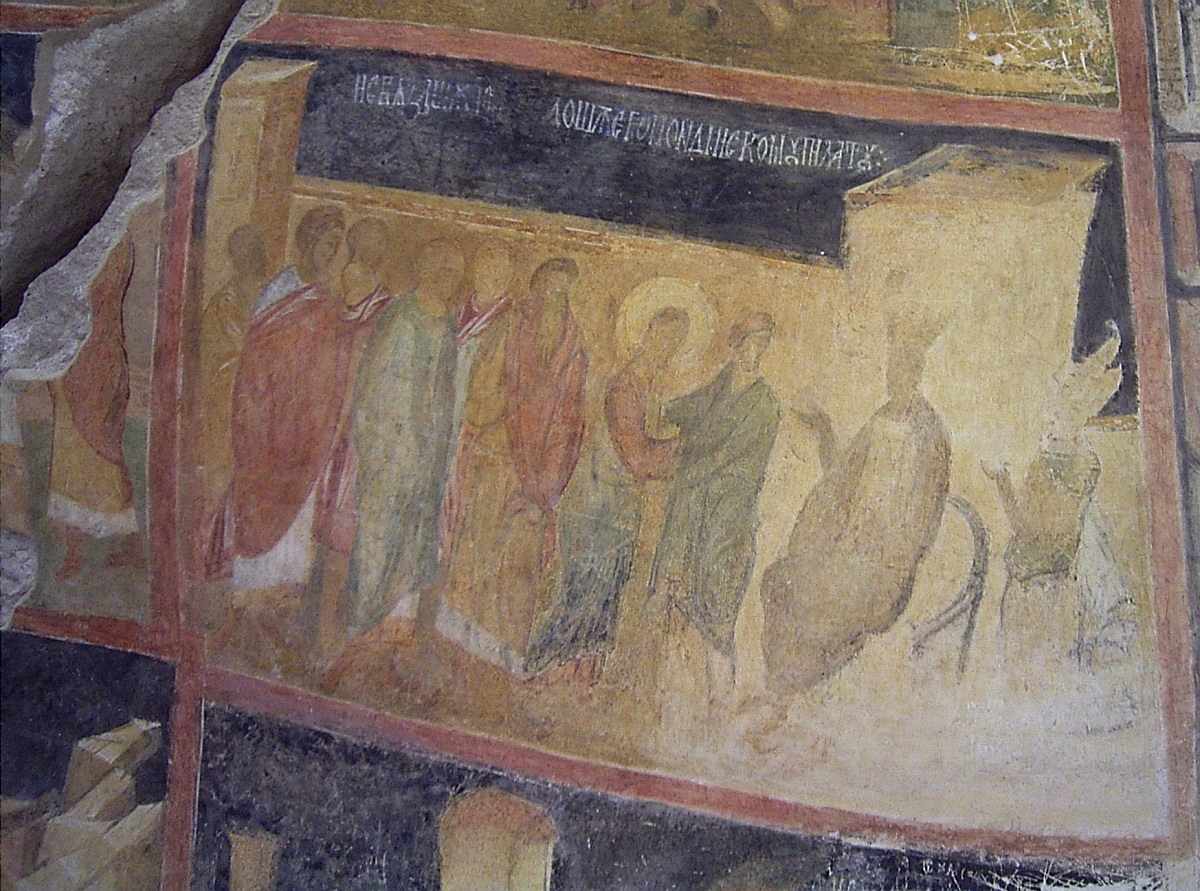
Decke Naos (Detail)

Die zentrale Klosterkirche, in welcher sich die bedeutendsten Fresken befinden, ist der Jungfrau Maria geweiht und wird auch einfach nur Zarkwata (bulgarisch „Die Kirche“) genannt. Sie wurde in 38 m Höhe über der Straße in den Fels gehauen und besteht aus einem Naos, einem Narthex und einer angrenzenden Kapelle.
Die Kirche ist gut 16 m lang, 4 m breit und nur 2,15 m hoch. Ihre Fresken sind in rechteckige Segmente unterteilt, welche die letzten sieben Tage im Leben Christi und das Leben Johannes des Täufers darstellen. Im Narthex befinden sich die Porträts des Zaren Iwan Alexander, der Zarin Theodora und von einigen Heiligen. Die Fresken der Kapelle zeigen Motive aus dem Leben früher syrischer christlicher Eremiten.
Am 22. Oktober 1979 wurden die Felskirchen von Iwanowo durch die UNESCO zum Weltkulturerbe erklärt. Insbesondere die Fresken der Felskirche der Jungfrau Maria waren jedoch zu diesem Zeitpunkt bereits durch Licht, Feuchtigkeit und Temperaturschwankungen und vor allem zunehmenden Tourismus bedroht; daher wurden sie in den 1980er Jahren für die Öffentlichkeit gesperrt. Um die Jahrtausendwende wurden sie mit finanzieller Hilfe der UNESCO aufwendig konserviert und 2002 wieder der Öffentlichkeit zugänglich gemacht.

## Weitere Bilder

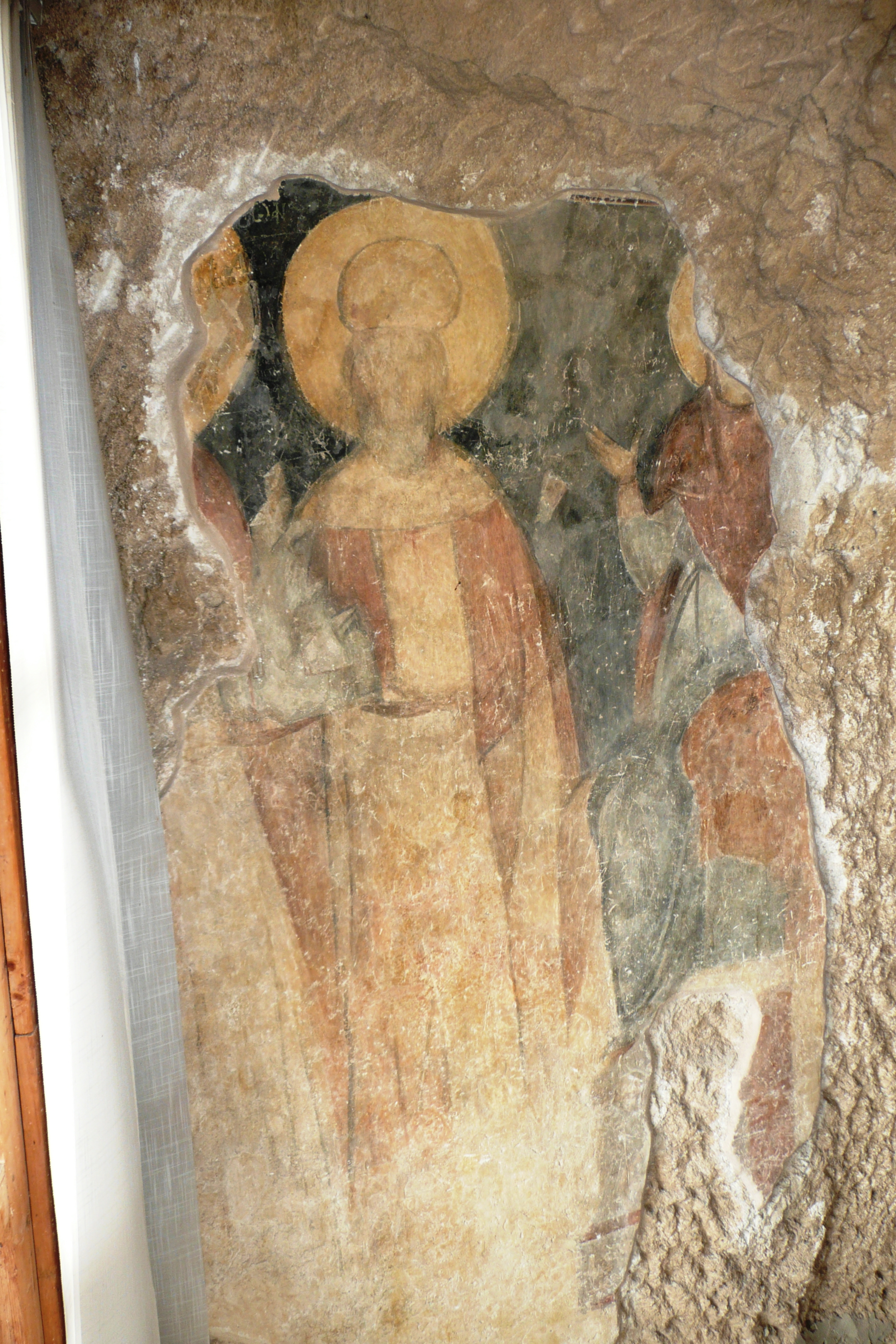
Fresko von Zar Iwan Alexander
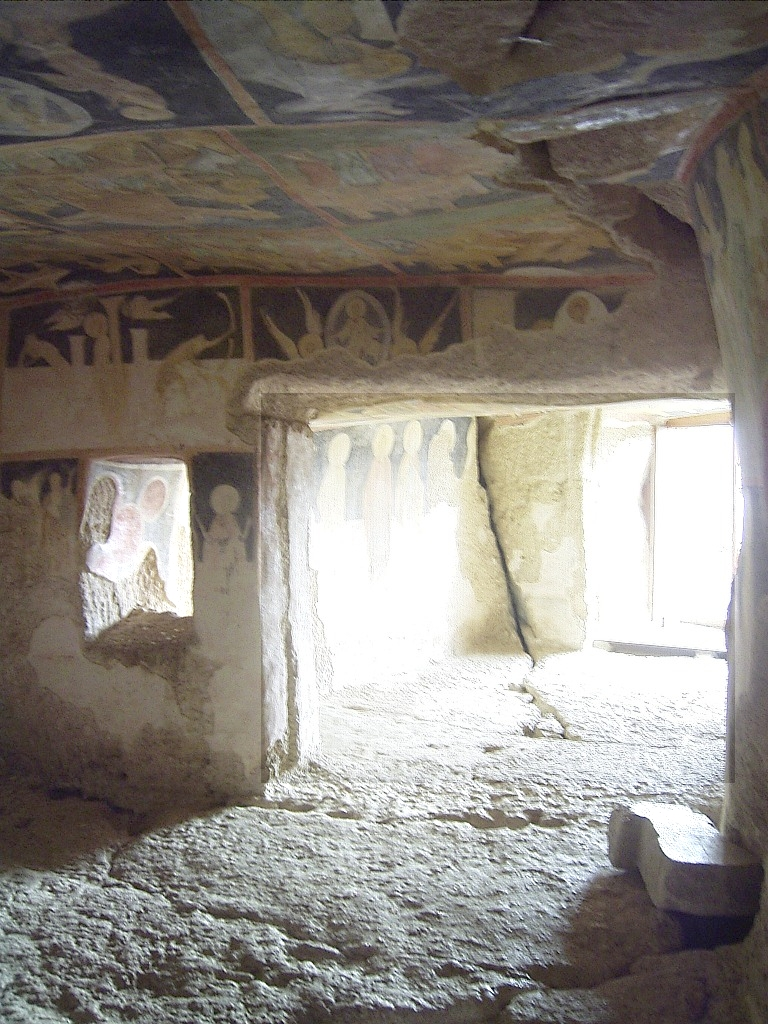
Kirche
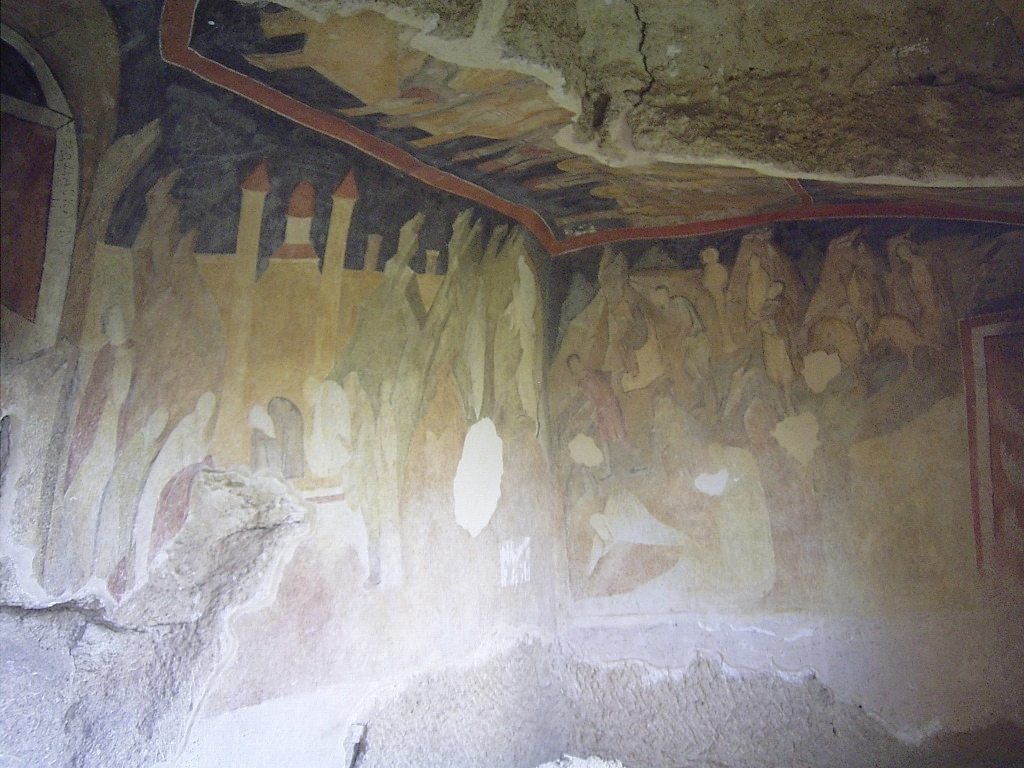
Kapelle
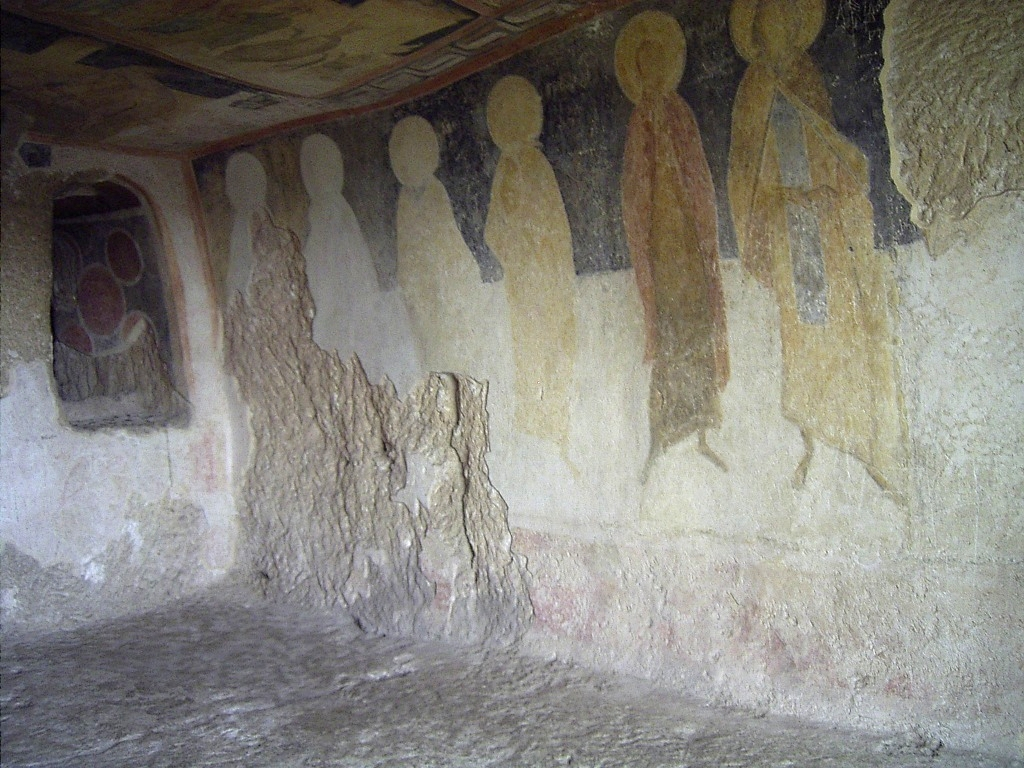
Malereien im Naos
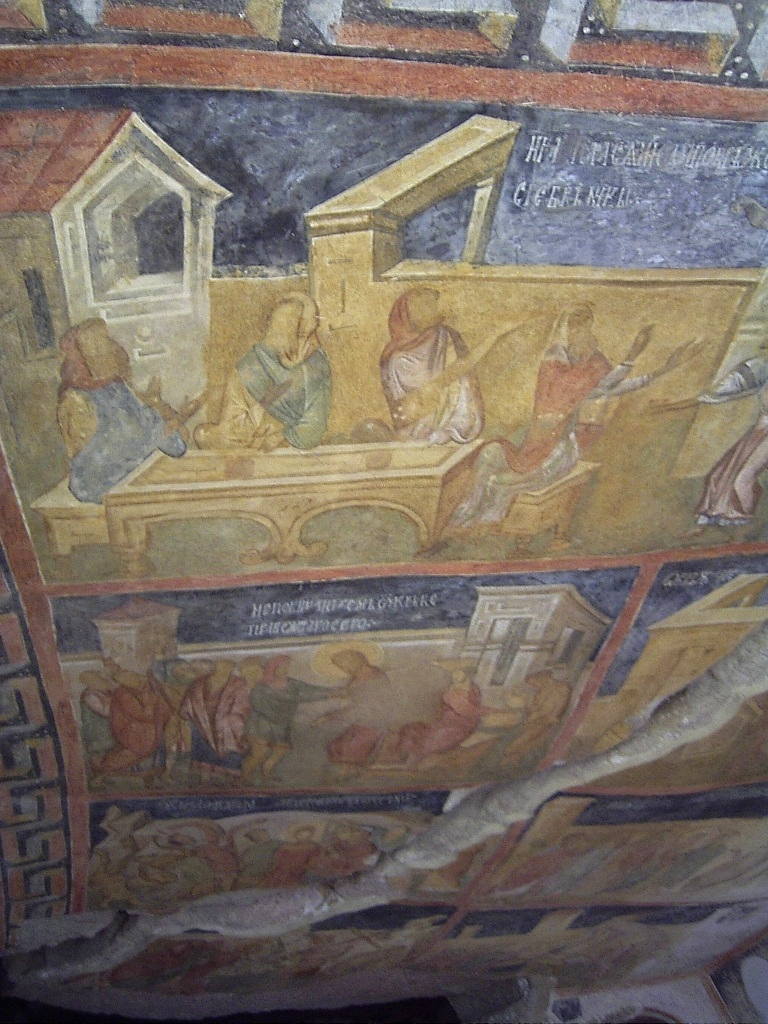
Decke Naos (Detail)